# Nosotros tres
Nosotros tres (en alemán Wir Drei ) era un cuadro del artista alemán Philipp Otto Runge, pintado en 1805. Mostraba al pintor junto a su esposa Pauline y a su hermano Daniel. La pintura quedó destruida durante un incendio en 1931, cuando ardió el Palacio de Cristal de Múnich mientras la obra se encontraba allí en préstamo temporal, como parte de una exposición dedicada al romanticismo alemán. 

## Historia de la obra
En una carta a sus padres escrita el día de Navidad de 1804 el pintor se disculpaba por no poder enviar un regalo y les comunicaba su intención de pintar un cuadro para ellos. Un dibujo preparatorio fechado poco después (7 de febrero de 1805) muestra ya la idea del artista para el cuadro, aunque con algunas variaciones con respecto a lo que fue la obra definitiva. Una vez finalizado, el artista regaló el cuadro a sus padres, tal como había prometido.
La pintura fue propiedad de la familia hasta que en 1892 fue donada a un museo de arte, la Kunsthalle de Hamburgo, donde se exhibió desde entonces y de cuyas colecciones fue parte hasta que en el verano de 1931 fue enviada temporalmente a Múnich para participar en la exposición “Obras de románticos alemanes desde Caspar David Friedrich hasta Moritz von Schwind”. La exposición se inauguró el 1 de junio de 1931 en el Palacio de Cristal (Glaspalast) de Múnich, pero el día 6 de junio un incendio provocado destruyó completamente el edificio junto a las 110 obras que formaban parte de la exposición y a las más de 3.000 que formaban la colección permanente de arte del Glaspalast.
Actualmente solo sobreviven fotografías del cuadro anteriores al incendio, además del mencionado dibujo preparatorio, un dibujo de la pintura realizado por uno de los hermanos del artista y una copia de la obra hecha por el pintor Julius von Ehren, que se conserva en la Kunsthalle de Hamburgo.
Nosotros tres fue la primera de las grandes composiciones de retratos que establecieron la fama posterior de Runge y tenía una enorme importancia dentro del conjunto de su relativamente escasa obra, pues había comenzado su carrera artística tardíamente y falleció cuando contaba solamente 33 años. A pesar de estas circunstancias se le considera el más destacado de los pintores románticos alemanes, después de Caspar David Friedrich.

## Descripción
Runge es conocido por haber intentado expresar en su obra nociones de la armonía del universo a través del simbolismo del color, la forma y los números, cosa que puede apreciarse en Nosotros tres. Vestido de azul oscuro, el artista, a la derecha del cuadro, mira al espectador. Su cabeza está ligeramente inclinada. Su esposa Pauline, que lleva un vestido amarillo dorado, está a su lado. Tiene un brazo sobre su hombro e inclina la cabeza hacia él. A la izquierda puede verse a Daniel Runge, hermano del pintor, armador y poeta, apoyado en un roble, símbolo de lealtad, protección y estabilidad, que extiende sus hojas protectoras sobre el artista y su esposa. El padre de Runge había dado su consentimiento a la profesión de pintor de su hijo en 1798 por intercesión de Daniel, que se convirtió además en el principal apoyo material del artista durante toda su vida. El hermano, que vivía soltero, era considerado un hombre altamente educado, de mentalidad ideal y con sus propias inclinaciones artísticas. Runge escribió a su hermano a finales de 1802: «Siempre he confiado en ti para lo más alto que hay en mí, y te lo agradezco». 
La mano de Pauline, entrelazada con la de su cuñado, actúa como vínculo entre los dos hermanos. La hiedra que trepa al roble simboliza la eternidad de este vínculo. La planta de la esquina inferior derecha parece ser hierba de San Roberto (Geranium robertianum), que en alemán a veces se denomina «Gracia de Dios» (Gottesgnad). 